# Fix-Saint-Geneys

Fix-Saint-Geneys este o comună în departamentul Haute-Loire, Franța. În 2009 avea o populație de 143 de locuitori.